# 札記
札記，又稱劄記，是隨時記錄所見所聞和讀書心得成編的一種文體。如清趙翼有《廿二史劄記》。盧文弨有《龍城札記》、《鍾山札記》等。:147